# Lo zio d'America
Lo zio d'America è una serie televisiva italiana, co-prodotta da Rai Fiction. La serie è formata da due stagioni, la prima andata in onda dal 20 ottobre all'8 dicembre 2002 e la seconda dal 30 ottobre al 14 novembre 2006.
Entrambe le stagioni sono dirette dalla regista Rossella Izzo e sono formate la prima da 8 episodi e la seconda da 4.

## Prima stagione
Massimo Ricciardi (Christian De Sica) è un nobile italiano emigrato in America per tentare la fortuna con la musica, ma sta fallendo ed è braccato da una fidanzata americana tradita pronta a fargli del male per vendicarsi. Medita di tornarsene in Italia.
Non sa che a Roma la nobile famiglia cui appartiene, composta da due sorelle, sta affogando nei debiti. Le sorelle sono Beatrice (Eleonora Giorgi), separata con due figlie e direttrice di un beauty center, e Mercedes (Rosanna Banfi).
Le due sorelle vivono in una lussuosa casa di famiglia: Villa Ricciardi (in realtà Villa Chigi a Castel Fusano), ma per pagare una enormità di debiti firmano il contratto che vende la villa.
Massimo torna all'improvviso dall'America, e le sorelle non hanno il coraggio di metterlo al corrente dell'avvenuto contratto. Le due figlie di Beatrice, nipoti ventenni di Massimo, conoscono lo zio e prendono a chiamarlo lo zio d'America, perché americanizzato. Ma lui ha genio, sregolatezza ed inventiva, e si dà da fare. Pur squattrinato porta estro nel beauty center di Beatrice.
Qui conosce l'affascinante Maria (Ornella Muti), una estetista dolce e romantica che si crede innamorata di un uomo impossibile. Maria chiede il suo aiuto per conquistare il cuore di un uomo che sogna, l'architetto Lorenzo Vanvitelli (Enzo Decaro). Massimo dapprima si convince ad aiutarla, ma piano piano scopre che si sta innamorando di Maria, ed allora inventa stratagemmi affinché il conquistato risulti egli medesimo anziché Lorenzo. Quanto al contratto della villa, la genialità irrefrenabile gli sopperisce altri stratagemmi per mandare in fumo la vendita. Raggiunto l'obiettivo, Massimo trasforma la casa di famiglia in un redditizio centro di cerimonie e grandi eventi.
Per conquistare finalmente il cuore di Maria, il conte decide di usare la carta della gelosia: va a trovare a Napoli una sua vecchia fiamma, Magda (Barbara D'Urso), portandola con sé a Roma. Il piano riesce perfettamente: Maria si scopre innamorata di Massimo proprio quando sta per sposare Lorenzo e fugge dall'altare. Ma per stare insieme, i due devono affrontare una serie di altri ostacoli fino al tanto sospirato matrimonio.

## Seconda stagione
Massimo Ricciardi (Christian De Sica) era stato in Lo Zio d'America prodotto nel 2002, il nobile italiano che tornava dall'America e salvava la villa di famiglia dove vivevano le due sorelle Beatrice (Eleonora Giorgi) e Mercedes (Rosanna Banfi), e che si innamorava di Maria (Ornella Muti).
Lo zio d'America II, prodotto nel 2006, è molto diverso dalla prima stagione, tanto che le due storie sembrano staccate l'una dall'altra. Esce di scena l'attrice Ornella Muti, sostituita con tutt'altro ruolo da Lorella Cuccarini, per motivi rimasti riservati, sicché manca lo sviluppo del filone di trama che caratterizzava la prima stagione. La storia d'amore con Maria (Ornella Muti) viene liquidata in fretta: nella prima puntata Vanni (Paolo Conticini) ci fa sapere che due anni prima la donna ha lasciato Massimo sull'altare e poi è sparita.
Vari cambiamenti sono avvenuti anche tra i personaggi primari e secondari: Myriam Catania che nella 1ª stagione era stata per poche puntate la figlia di Riccardo (Gino La Monica), nella 2ª stagione interpreta un personaggio totalmente diverso, Claudia Nercioni. Idem per il figlio di Mercedes e Andrea, che nella prima stagione aveva ipoteticamente nove-dieci anni e si chiamava Claudietto, mentre nella seconda ha probabilmente quindici anni e si chiama Tancredi (Matteo Urzia); questo ci fa capire che è impossibile che il personaggio sia lo stesso, sia per il cambio di nome, sia perché dovrebbe essere più piccolo. Sempre nella prima puntata Massimo, mentre si lamenta con l'autista in auto, spiega brevemente l'assenza di alcuni personaggi: Manuela (Karin Proia) è scappata lasciando Vanni (Paolo Conticini),  Fabio (Francesco Venditti) ha lasciato Flaminia (che ha avuto da lui due gemelli), Mercedes ha lasciato nuovamente Andrea (Mattia Sbragia); anche Svjatoslav ha lasciato sola Nenè (Leila Durante). Un cambiamento di volto si ha con Fabio, nella prima stagione interpretato da Francesco Venditti e nella seconda da Edoardo Leo. In senso narrativo tra la prima e la seconda stagione passano 3 anni (viene affermato nella prima puntata da Massimo che, mentre rilascia un'intervista a una giornalista, dice che tre anni prima ha trasformato Villa Ricciardi in una Beauty Farm).
Cambia l'ambientazione: Lo zio d'America 2 si svolge interamente nel centro storico di Roma: i Ricciardi, a cui la Guardia di Finanza ha sequestrato la Villa a seguito del mancato pagamento delle tasse da parte del loro amministratore, scappato con la cassa all'estero, occupano in un primo tempo abusivamente, un appartamento di una loro zia in Piazza S. Salvatore in Lauro (Rione Ponte). 
La temuta povertà sopravviene e la famiglia dovrà rimboccarsi le maniche. Massimo conosce per caso Francesca (Lorella Cuccarini) e se ne innamora: la donna è proprietaria di un forno assieme alla sorella Priscilla (Francesca Reggiani) ed è fidanzata con Domenico (Pino Quartullo), un uomo duro e attaccato ai soldi; in realtà però Francesca ha molti sogni infranti, insegnava in una scuola di ballo assieme al compagno Manuel, ma un incidente l'ha costretta a smettere e a lasciare andare il suo partner perché facesse carriera all'estero senza di lei, ma non ha mai scordato quell'amore. Massimo decide, per guadagnare i due milioni che servirebbero a riscattare la casa, di riaprire la scuola di ballo di proprietà della zia Giovanna Ricciardi. Beatrice invece viene riassunta al beauty center in cui lavorava come direttrice fino a tre anni prima, ora diretto da Federico Conti (Roberto Alpi).
A dividersi l'amore di Massimo c'è anche Claudia, conosciuta durante un incidente, che presto s'invaghisce di lui, ma l'uomo prova solo un affetto "paterno"; la ragazza tenta di sbarcare il lunario attraverso il mondo dello spettacolo, perché i guadagni le servono a mantenere il padre anziano in una casa di riposo.

## Episodi
| Stagione         | Episodi | Prima TV |
| ---------------- | ------- | -------- |
| Prima stagione   | 8       | 2002     |
| Seconda stagione | 4       | 2006     |

## Location
La location utilizzata è Villa Chigi di Castel Fusano.